# Ґонт

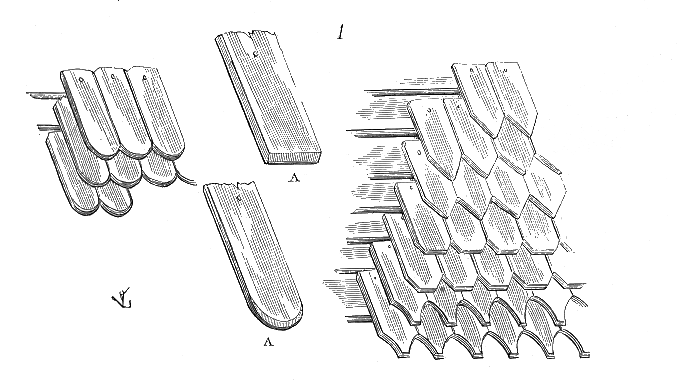

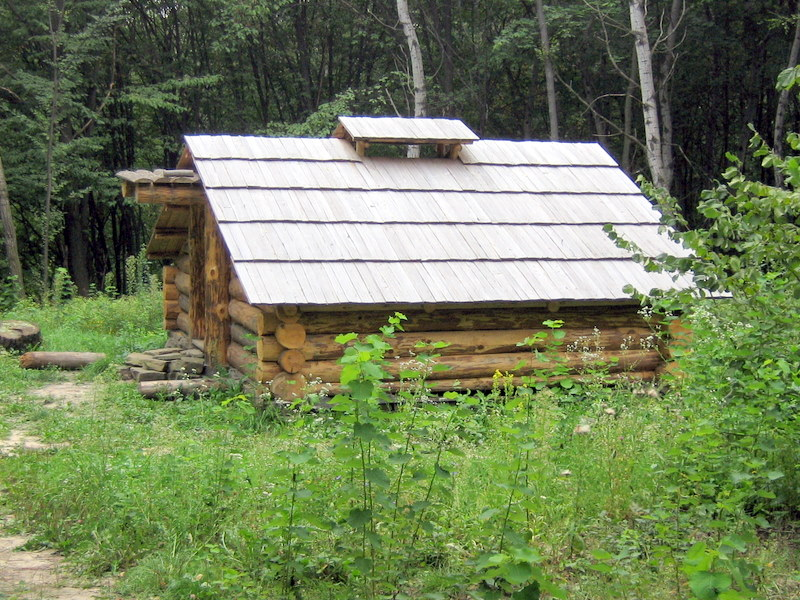
Колиба, Музей народної архітектури та побуту України, Пирогів.

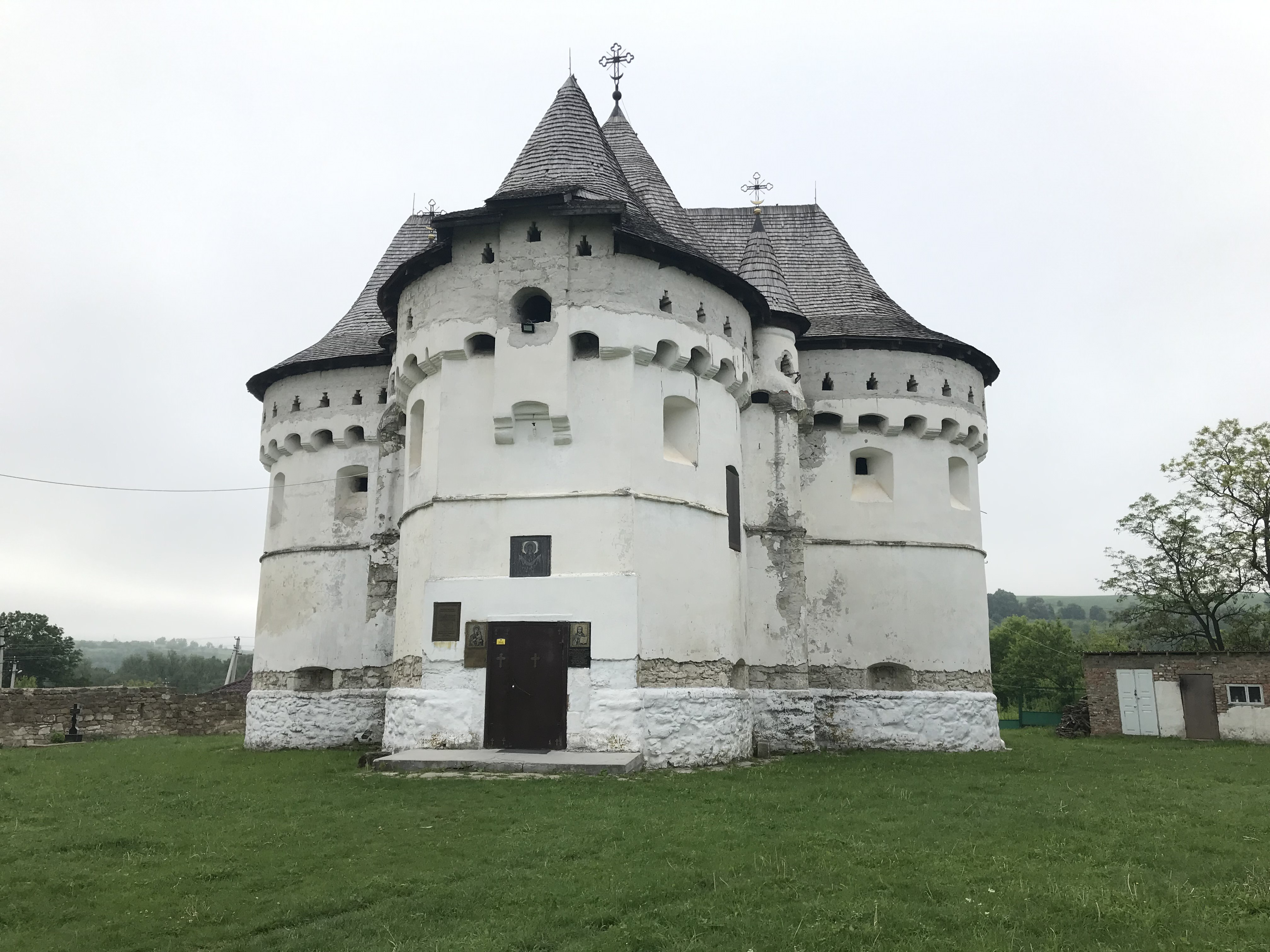
Дах, виготовлений з колотого ґонту, Церква Покрову Пресвятої Богородиці в Сутківцях на Поділлі

Ґонт (діал. ґо́нтя) — «покрівельний матеріал у вигляді клинчастих дощечок», драниць, плашок фігурної форми, які мають поздовжнє з'єднання. Буває шпунтовий, колотий, пиляний.
Майстрів з виготовлення ґонту звали ґонтаря́ми.

## Назва і етимологія
Гонт — німецьке слово в українській мові. Про окрему планку ґонти́на, (від пол. gont) < сер.-в.-нім. gant — «балочне перекриття» < лат. cantherius — «жердина», «брус»), ши́ндель (нім. Schindel від лат. scindere — «розділяти, розривати»)
На Поліссі часто замість слова «ґонт» використовують слово «тес».

## Виготовлення
Дерев'яний ґонт для покрівлі є клиноподібною дощечкою з пазом (шпунтом), розташованим уздовж товстішої кромки. Дощечка випилюється чи виколюється вздовж волокон деревини (скіс ґонту в цьому випадку проходить поперек волокон).
Дощечку випилюють розміром 500, 600, 700 мм по довжині і 70, 80, 90, 100, 110 і 120 мм по ширині. Висота широкого ребра 15 мм, низького — 3 мм.
У високому ребрі влаштовується трапецієподібний паз глибиною 12 мм, шириною по кромці 5 мм, а на дні 3,5 мм.
Найякісніший ґонт виготовляється вручну, тому що при цьому не відбувається перетес волокон. Для виготовлення ґонту застосовують деревину ялини, сосни, ялиці, кедра, осики, модрини. Деревина осики вирізняється стійкістю у вологому середовищі.
Колотий, виготовлений вручну ґонт є більш довготривалим у експлуатації, так як не має розволокнення деревини, як у різаного ґонту, як наслідок, під час дощу мінімально зволожується та швидко висихає.
Для виготовлення дощечок (ґонтин) необхідний спеціальний ніж, зазвичай кований. Довжина такого ножа 50-60 см, ширина — 10 см. Лезо не заточене, як у сокири-колуна. Протилежна сторона (обушок) має товщину близько 5 мм. На правій стороні такого ножа (якщо ніж тримати горизонтально лезом до себе) роблять викуване чи приварене кільце діаметром 8 см, в яке вставляється дерев'яна ручка-важіль довжиною 50-60 см. Вона спрямована перпендикулярно лезу ножа. Таким чином, виходить пристосування у вигляді букви Г.
Для заготовлення ґонтин колоду (без суків, зазвичай діаметром від 180—300 мм) пиляють на частини по довжині потрібних дощечок.
Потім кожен кряж розколюють на 4 частини рівні частини. Для цього на лінії зрізу наноситься олівцем хрест і на його лініях проводиться колення. Якщо колода товста, то вона колеться на 6 частин. Після появи поздовжньої тріщини кряж далі розщеплюється за допомогою березових або сталевих клинів. Після розколювання кряжа видаляється його серцевина, тому що вона не придатна для виготовлення ґонтин.
Потім заготовки лущать на окремі дощечки починаючи від середини і так до кінця цурки. Після лущення дощечки збираються в 3- або 4-бічний «колодязь» для сушки. Зверху на нього кладеться вантаж. Під вантажем за 1–2 тижні дощечки висихають і випрямляються.
Ґонт може бути і без пазів — у вигляді прямокутної дощечки однакової товщини.

## Встановлення
Дерев'яний дах з хвойних порід (особливо модрини) служить дуже довго. Перед укладанням на покрівлю ґонт тепер просочують антисептиками. Ґонт на житлові будинки укладається в три шари на́хлистом з кутом нахилу даху не менше 23 % — це необхідно для поліпшення гідроізоляційних властивостей покрівлі. Укладають ґонт по латах з пере́різом 50×50 мм, враховуючи, що відстань між осями лат повинна бути: для 3-шарової покрівлі — третина довжини ґонту, для 2-шарової покрівлі — половина довжини ґонту мінус 50 мм (ширина лати). Укладають ґонт з низу до верху (до коника).
Клиноподібний ґонт вставляється вузькими краями в пази і прибивається цвяхами вгорі і внизу (де ще буде перекриватися наступним рядом, аби прибиті цвяхи були завжди накритими наступним рядом ґонту). При цьому наступний ряд укладання повинен перекривати шви укладання попереднього ряду. Ґонтом можна обшивати і фасади. Покрівля з ґонту довговічна (мін. 20–40 років без обробки деревини антисептиками), надає індивідуальність і неповторність будь-якому об'єкту.
Після укладання ґонту дах часто покривають «ропою» (переробленим мастилом від автомобілів, раз на 10 років), сирою нафтою, водостійким лаком чи клеєм.

## Леміш
Леміш (рос. лемех) — ґонт у вигляді лопатки з різьбленою облямівкою. Виготовляють леміш виключно з осики. Лемешем покриті бані архітектурного комплексу на острові Кижі.